# Philip Anne Warners

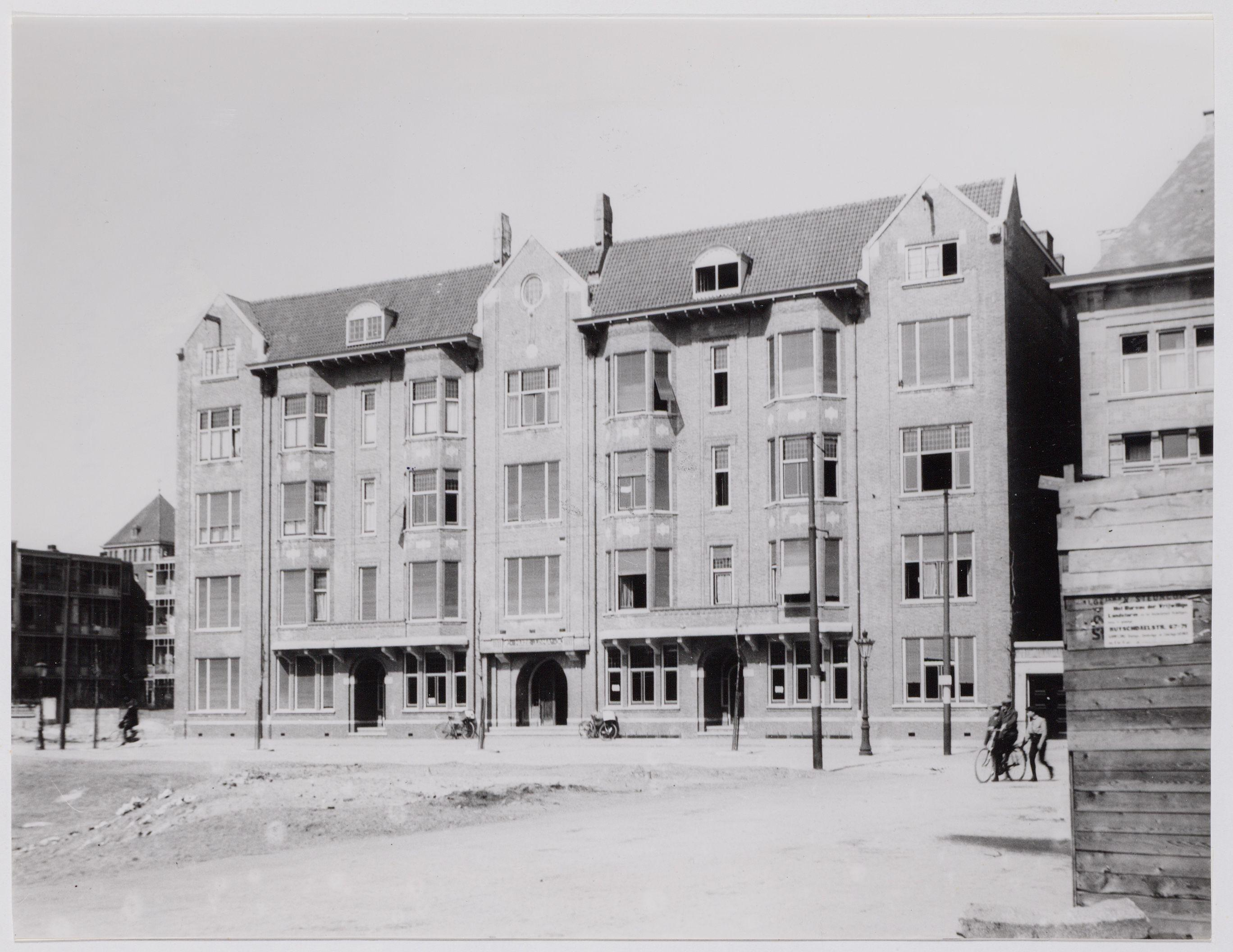
Huize Loma, vlak na oplevering, circa 1914.

Philip Anne Warners, meestal F.A. Warners genoemd (Amsterdam, 21 november  1888 - aldaar, 20 februari 1952), was een Nederlands architect die vooral werkte in Amsterdam. 

## Leven en werk
Warners was een zoon van aannemer Andries Philip Warners en Johanna Magdalena Gerardina Koster. Hij was getrouwd met Hendrika de Lange. Hun zoon Allert Warners werd ook architect.

### Etagehuizen
In het begin van de twintigste eeuw werden in grote Europese steden als Parijs, Wenen en Berlijn al appartementencomplexen gebouwd. In Nederland hield men nog vast aan het traditionele woningtype met souterrain, bel-étage en een bovenhuis.
Warners brak met dat stramien toen hij in 1914 aan de De Lairessestraat te Amsterdam Oud-Zuid Huize Loma bouwde. In de woningen van dit complex liggen alle kamers, inclusief die voor het personeel, op een verdieping. Warners noemde dit type woning een etagehuis, later zou men zoiets een flatgebouw of appartementencomplex noemen.
De bouw van etagehuizen was moeilijk te financieren. Bijna niemand durfde het aan om geld in een dergelijk project te steken. Daarom richtte Warners samen met zijn schoonvader, de uitgever Allert de Lange en David Voûte de N.V. Amsterdamsche Maatschappij tot Exploitatie van Etagewoningen (A.M.E.E.) op. Voor een nieuwbouwproject werden aandeelhouders gezocht die het recht kregen om een appartement te bewonen. Verkoop van appartementen was uitgesloten, omdat men het juridisch begrip horizontaal eigendom nog niet kende.
Andere etagewoningen die Warners bouwde zijn:
- Zonnehoek (1916) aan de De Lairessestraat
- Zuidwyk (1919) op de hoek van de De Lairessestraat 94-96-98 en de Cornelis Schuytstraat
- Steenhoek (1919) in de Emmastraat (Amsterdam Oud-Zuid)
- Westhove (1921) aan het Valeriusplein tussen de De Lairessestraat en de Jan van Goyenkade

In tegenstelling tot wat gebruikelijk was projecteerde Warners de mooiste en grootste appartementen op de hoogste etages.

### Kantoorgebouwen
Warners bouwde ook kantoorgebouwen:
- Atlanta. Dit gebouw van zes verdiepingen aan de Stadhouderskade kwam gereed in 1927. In 1928 werd het feestelijk door Allert de Lange geopend. De zoon van F.A. Warners, Allert Warners, voegde in 1955 nog een etage toe aan het gebouw.
- Candida. Dit gebouw op de Nieuwezijds Voorburgwal 120-128 kwam gereed in 1932 en telt tien verdiepingen. Het staat op de rijksmonumentenlijst.

### Andere gebouwen
- Villa Eikhold, Heerlen (1912-1913), in opdracht van Jan Koster
- Watertoren van Noordwijk (1917)
- Appartementengebouw Oldenhove, Den Haag (1928-1931)
- Restauratie van herberg 't Goude Hooft, Den Haag (1939)

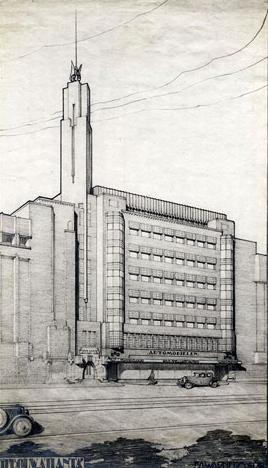
Tekening Atlanta
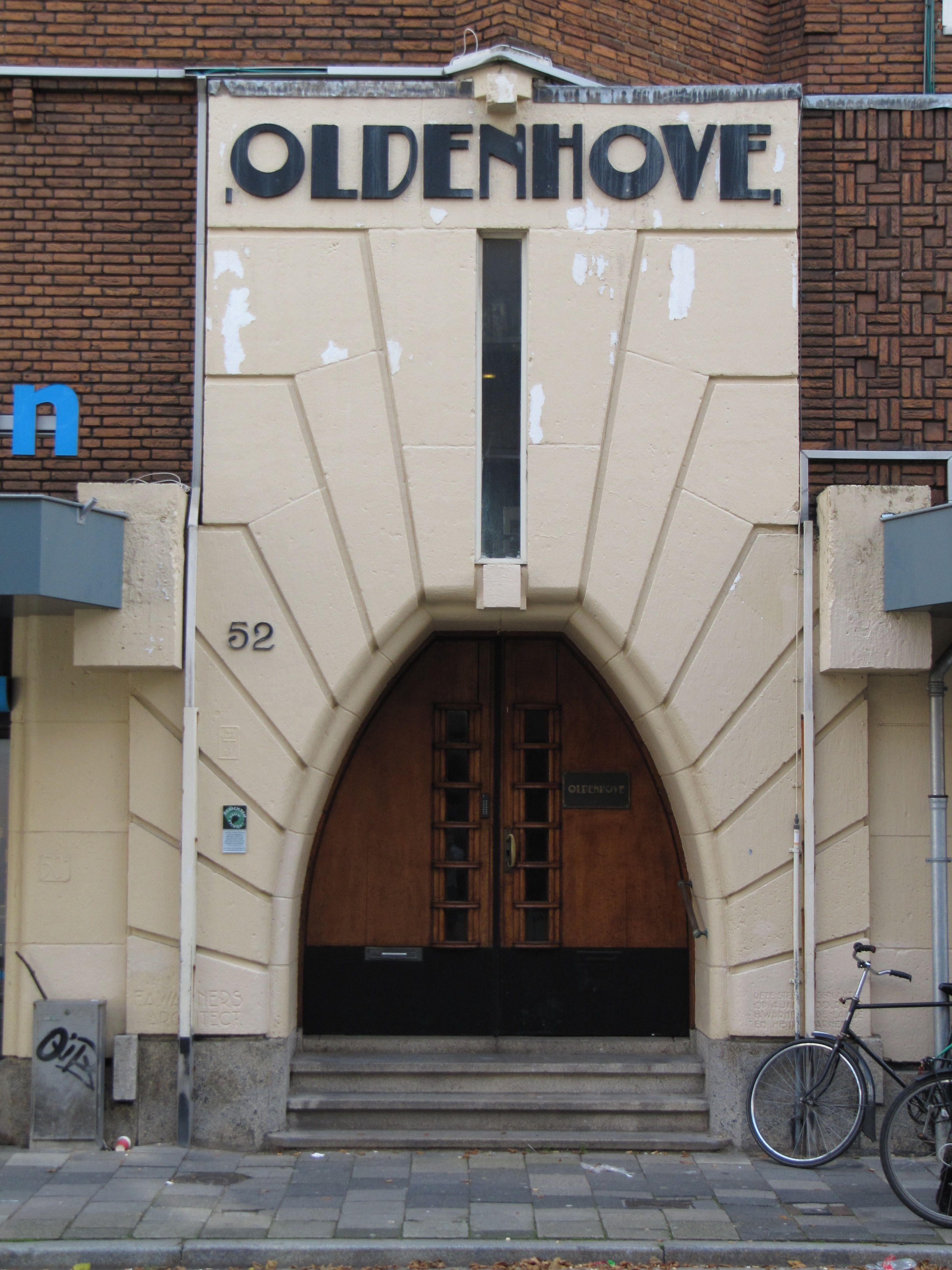
Oldenhove Den Haag
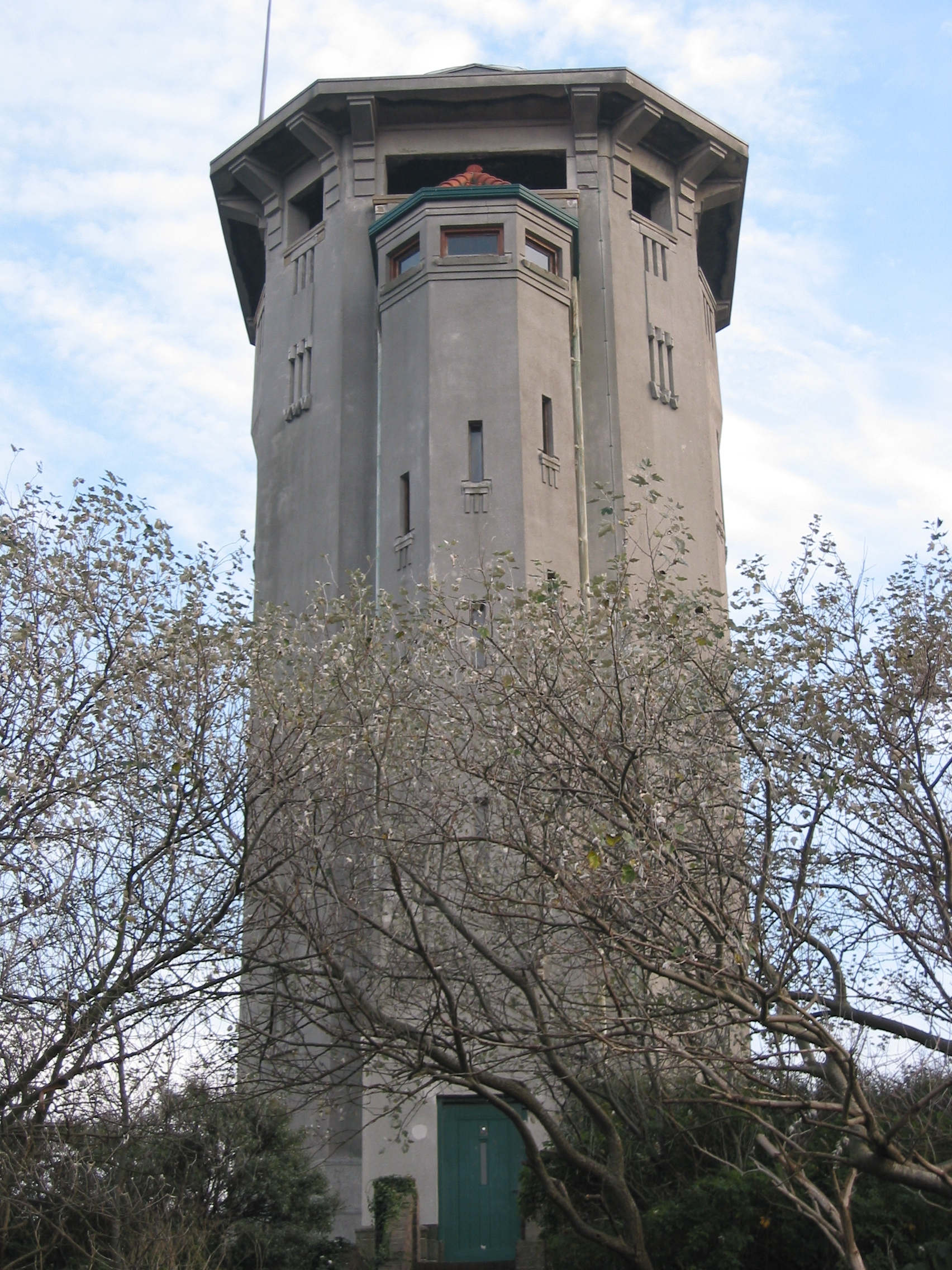
Watertoren Noordwijk
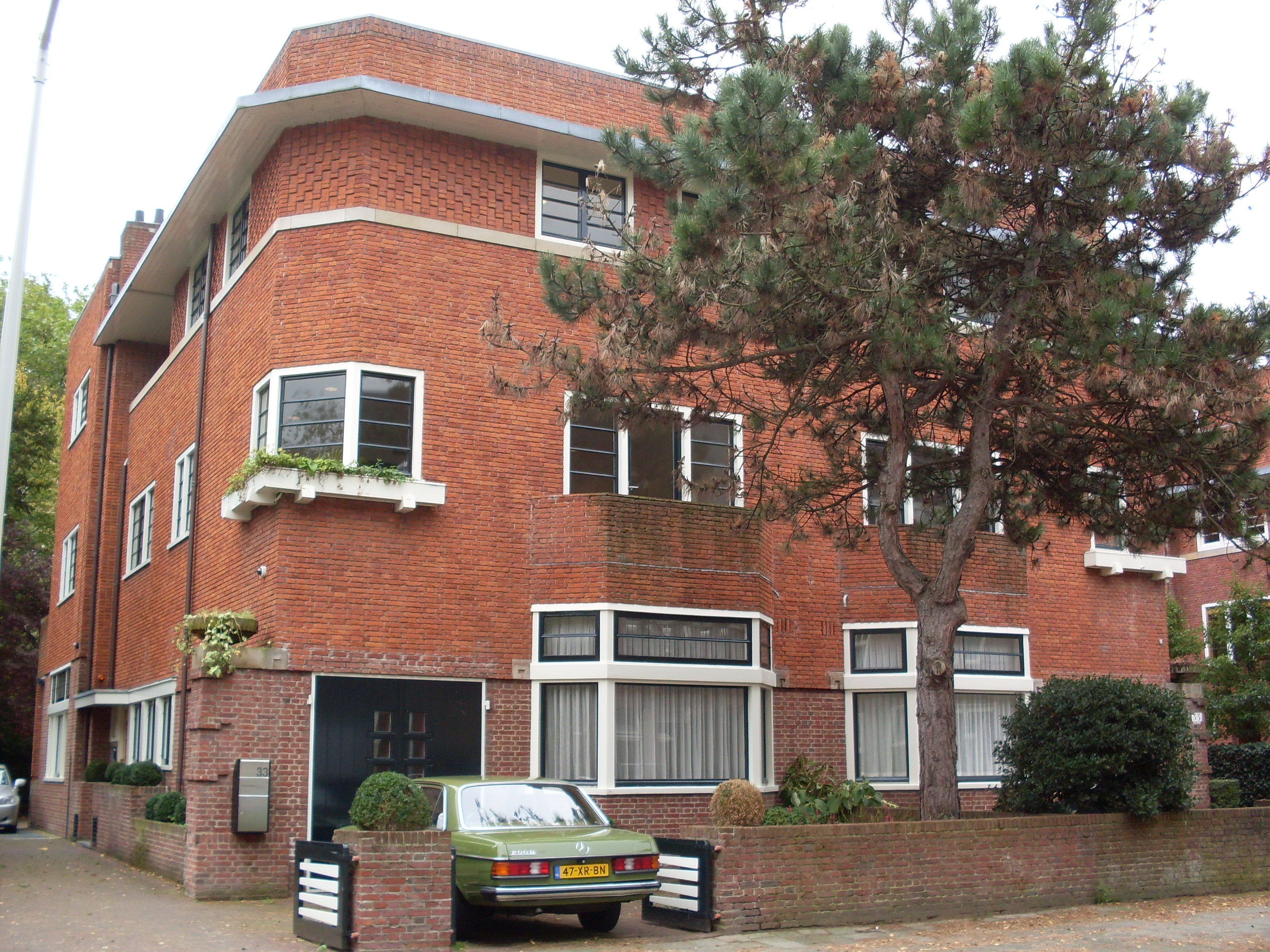
Viottastraat Amsterdam
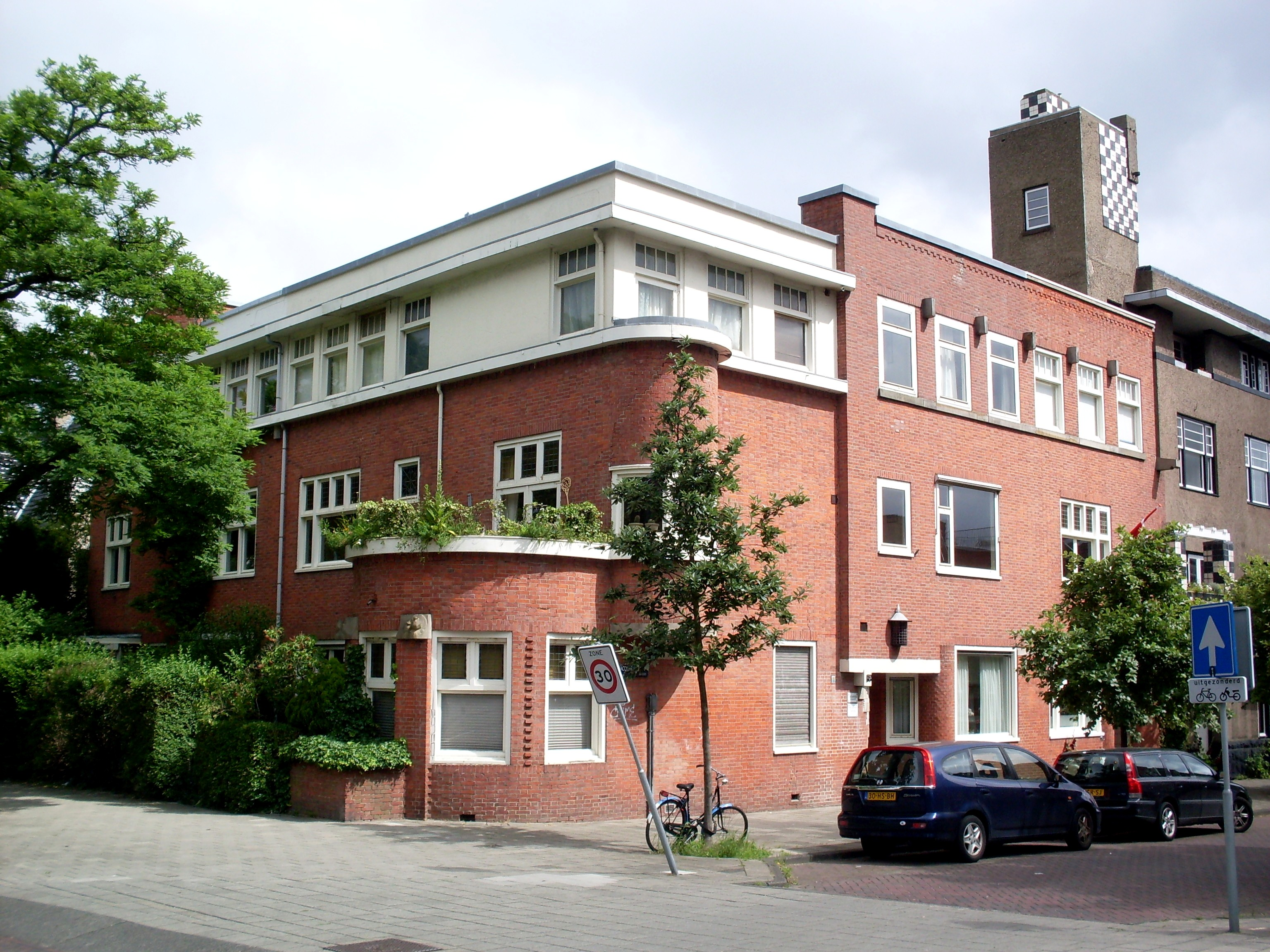
Schuytstraat Amsterdam
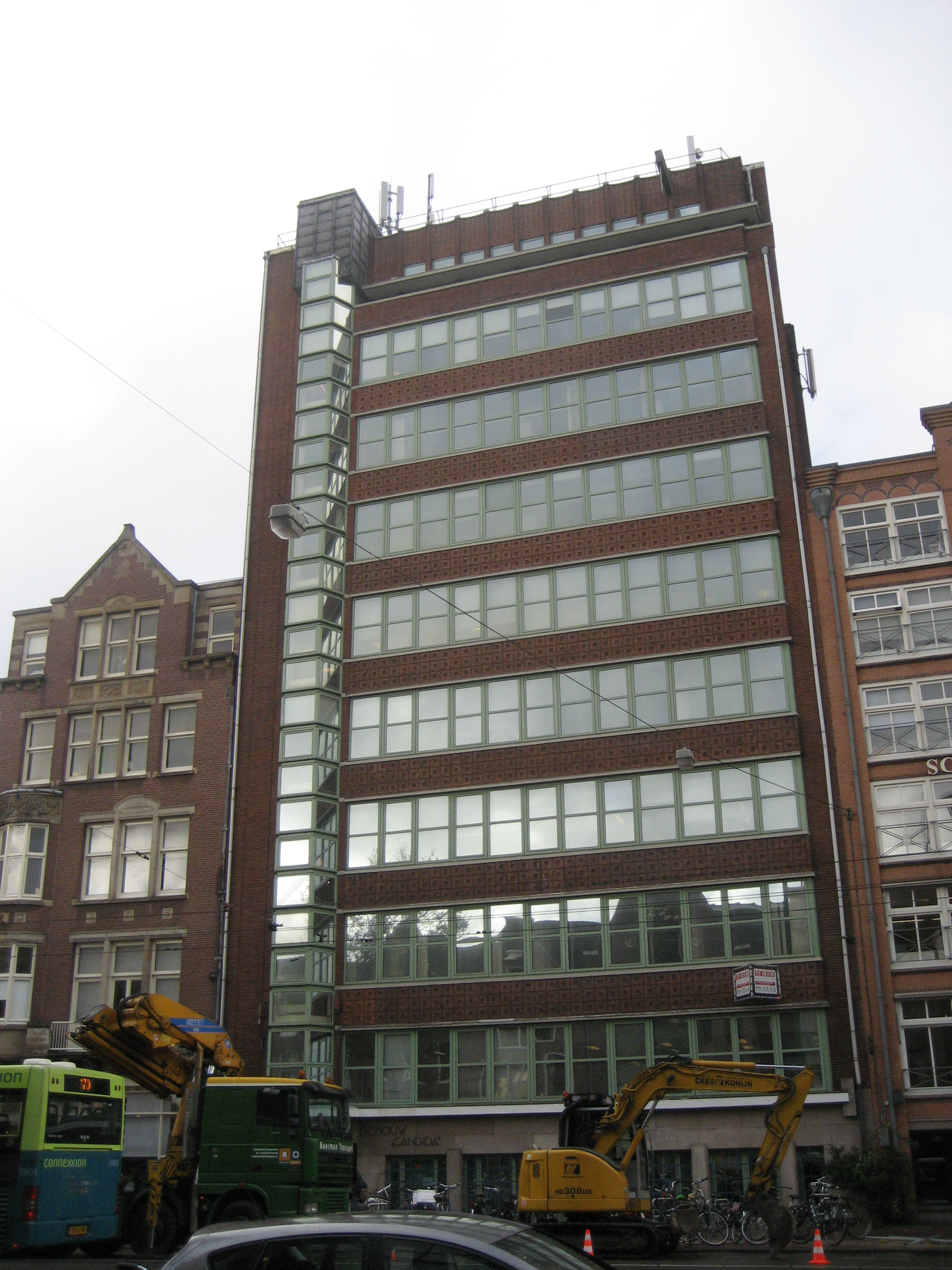
Candida Amsterdam
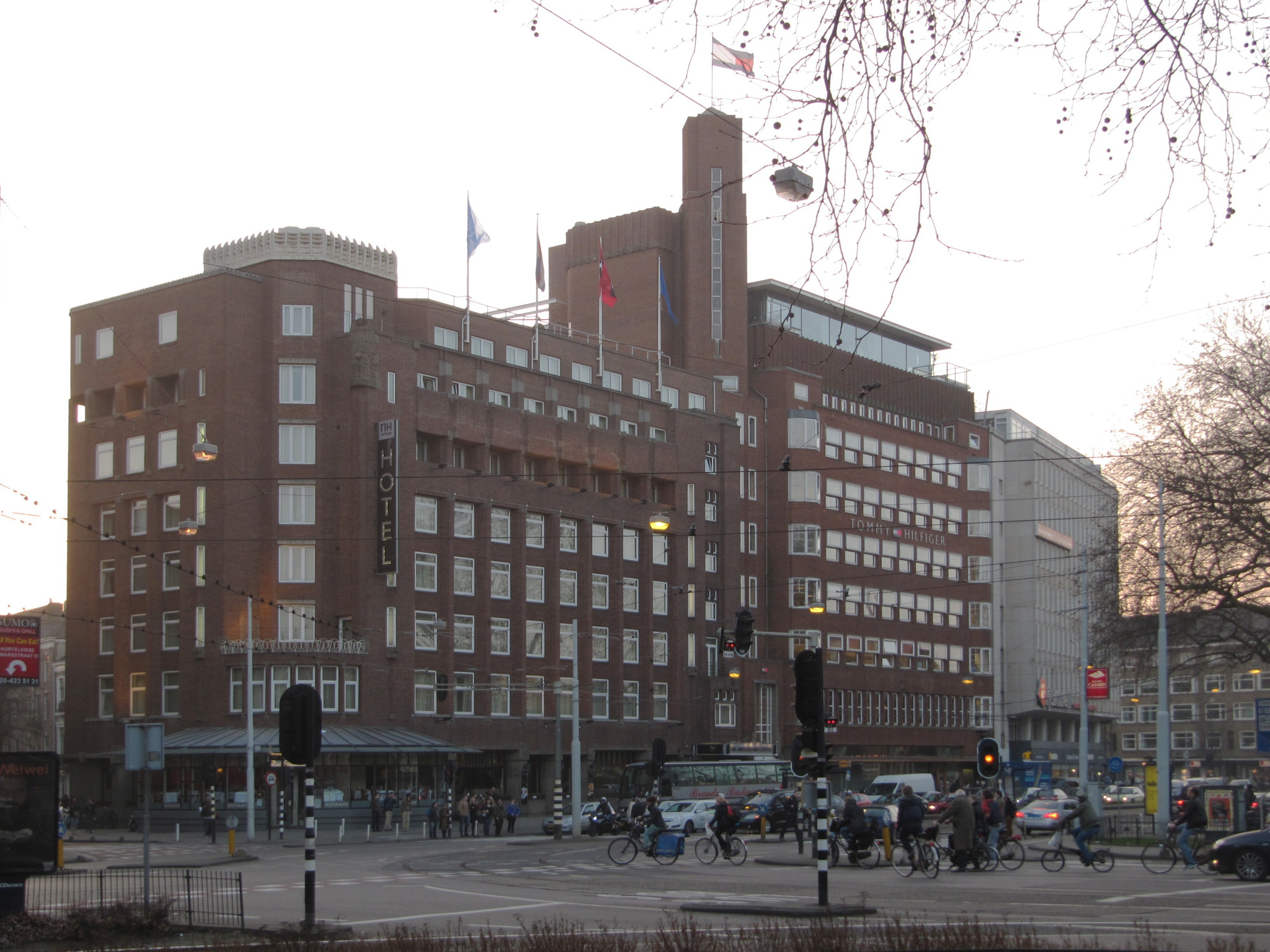
Stadhouderskade Amsterdam
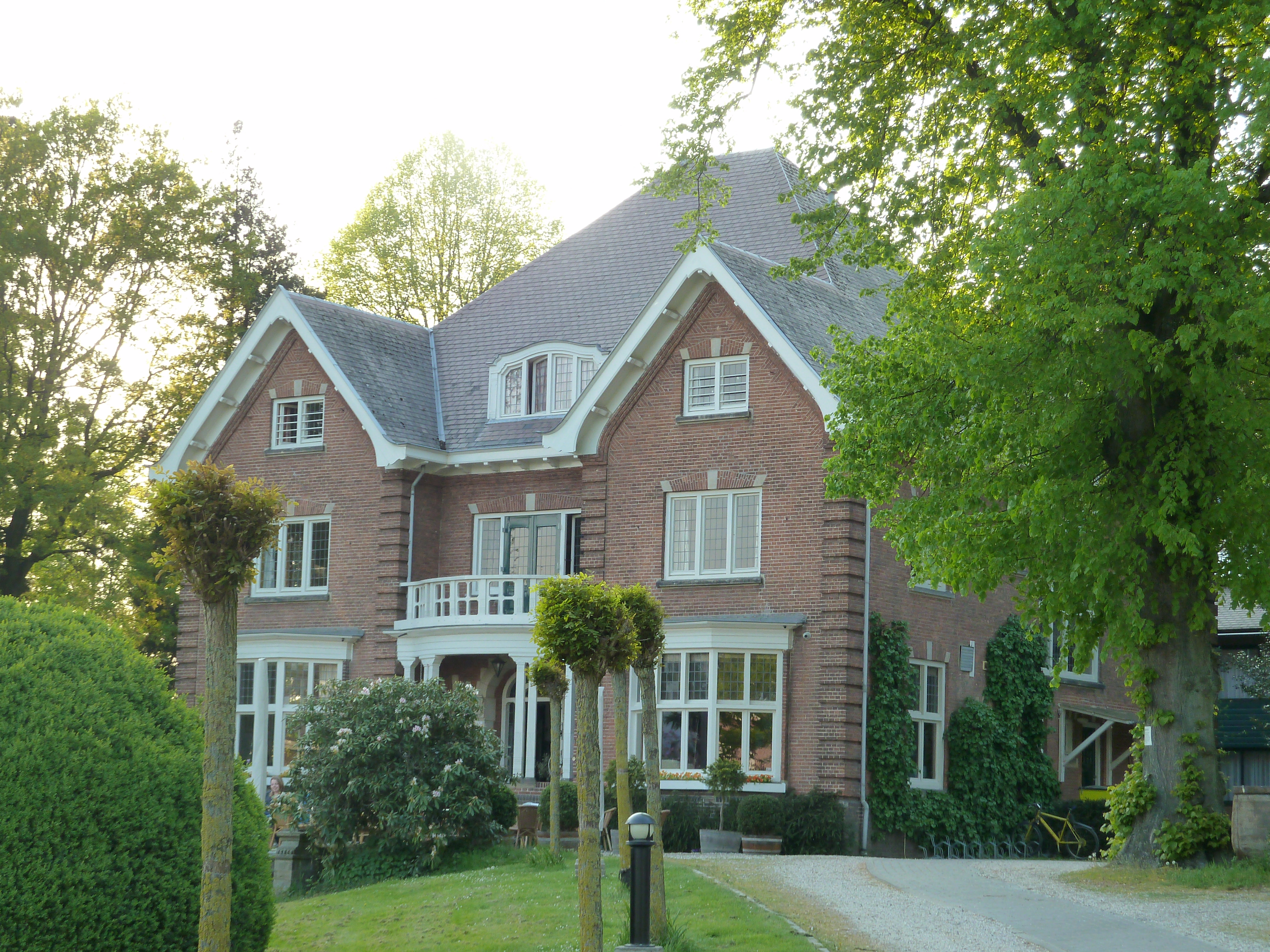
Villa Eikhold, Heerlen

## Publicatie
F.A. Warners (5 april 1924) 'Ingezonden', Architectura, 28e jaargang, nummer 11, pp. 46-47.